# صينيو ماليزيا
صينيو ماليزيا وهم الماليزيون ألذين ينحدرون من أصول صينية، معظمهم من قومية الهان ويشكلون نسبة 24% من سكان ماليزيا أي حوالي 6,960,900 وهم ثاني أكبر عرقية في ماليزيا بعد الملايو وقد جائوا إلى ماليزيا عن طريق موجات متعاقبة، يتواجد أغلبهم في المدن الكبرى مثل بينانق وكوالالمبور وجوهر وفيرق وسلاغور وملقا، يتكلمون بماندراين الماليزية وصينية يؤ ولهجة فوزهو ولغة الهاكا ولهجات محلية أخرى بالإضافة للالإنجليزية ولغة الملايو يعتنقون الماهايانا البوذية والطاوية والمسيحية وبشكل أقل الإسلام والهندوسية واللادينية، كان للصينيين دور كبير في نهضة ماليزيا الكبرى، حيث أنهم أصبحوا يتحكمون ب70% من مخزون الاقتصاد الماليزي، ويمثلون ثروة وطنية عالية من حيث الثقافة.

## التاريخ
جاء الصينيون من الصين إلى ماليزيا عن طريق عدة أمواج:

### الموجة الأولى
الموجة الأولى كانت من قومية الهان أتوا خلال فترة سلطنة ملقا في القرن 15، حيث أنه في وقتها كانت لدى السلطنة علاقات جيدة مع شعب الهان بعد أن تزوج السلطان منصور صياح الأميرة الصينية هانغ لي بو والتي كانت من سلالة مينغ، وقد كان معظم من أتوا في تلك الفترة من التجار ألذين دعمتهم الأميرة الصينية.

### الموجة الثانية
الموجة الثانية جائت بسبب مذبحة فوجيان 1651-1652 عندما تمكنت سلالة تشينغ من الإستيلاء على الحكم هناك وقيام حرب أهلية كبيرة في الصين في ذلك الوقت رحل معظمهم إلى شمال ماليزيا بينما توجه الباقين إلى الجنوب.

### الموجة الثالثة
الموجة الثالثة كانت هذه أكبر الموجات التي توجهت من الصين إلى ماليزيا، وقد توجهوا أثناء إندلاع حرب الأفيون الأولى بين البريطانيين والصينيين وقد كان معظمهم من غوانغجو وشيامن، عاد الكثير من هؤلاء إلى الصين بعد إنتهاء الحرب إلا أن معظمهم بقي هناك وإفتتحوا هناك المدارس الصينية في ماليزيا، حيث أصبحت الثقافة الصينية رائجة في ماليزيا.

### الموجة الرابعة
توجهت إلى ماليزيا خلال الحرب الأهلية الصينية وقبل قيام جمهورية الصين وسقوط سلالة تشينغ، وقد استمر هجرة الصينيين من هذه الموجة إلى نهاية الحرب العالمية الثانية وسيطرة الشيوعيين بقيادة ماو تسي تونغ على الصين، وقد كان معظهم من فوجيان وغوانغدونغ وهينان وشنغهاي، وهناك منهم من هاجروا إلى سنغافورة وبورنيو وإندونيسيا.